# Olaf Ditlev-Simonsen
Olaf Christian Ditlev-Simonsen, Jr. (ur. 2 stycznia 1897 w Dypvåg, zm. 19 lutego 1978 w Oslo) – norweski biznesmen, sportowiec i działacz sportowy, olimpijczyk, zdobywca srebrnego medalu w regatach na letnich igrzyskach olimpijskich w 1936 roku w Berlinie.

## Życiorys
Urodził się jako drugi z dziewięciorga dzieci armatora Olafa i Magdaleny z domu Pedersen. W 1902 roku rodzina przeprowadziła się do Kristianii, gdzie w 1917 roku ukończył Handelsgymnasium. Rozpoczął następnie pracę w rodzinnym przedsiębiorestwie, a w 1936 roku założył swoją własną firmę. Zasiadał we władzach branżowych organizacji, m.in. Norges Rederiforbund, w czasie II wojny światowej przebywał w Szwecji zarządzając tamtejszym oddziałem Nortraship, zaś w latach 1946–1949 przewodził radzie nadzorczej Det Norske Veritas.
Otrzymał Order Świętego Olafa, Order Lwa Finlandii, Order Wazów, Order Gwiazdy Polarnej, Order Zasługi Republiki Włoskiej, Order Oranje-Nassau oraz Order Danebroga.
Brat Johna, wuj Halfdana, również żeglarzy-olimpijczyków, a także wuj Pera, burmistrza Oslo, parlamentarzysty i ministra obrony.

## Sport
W wieku jedenastu lat związał się z klubem IF Ready, interesując się skokami narciarskimi i tenisem, największe sukcesy odnosząc jednak wraz z braćmi w bandy. Pierwsze mistrzostwo kraju zdobył w 1913 roku, do 1927 roku zbierając łącznie jedenaście tytułów. W zwycięskim siedmioosobowym zespole w 1925 roku występował wraz z czterema braćmi.
Grał także w piłkę nożną i w latach 1915–1916 wystąpił w pięciu spotkaniach norweskiej reprezentacji w piłce nożnej strzelając jedną bramkę.
Pochodząc z rodziny związanej z morzem, zainteresował się również żeglarstwem i odnosił sukcesy zarówno w regatach krajowych, jak i zagranicznych. Na Letnich Igrzyskach Olimpijskich 1936 zdobył srebro w żeglarskiej klasie 8 metrów. Załogę jachtu Silja tworzyli również Lauritz Schmidt, Hans Struksnæs, Nordahl Wallem, John Ditlev-Simonsen i Jacob Tullin Thams.
Zasiadał m.in. we władzach Kongelig Norsk Seilforening, Norges Tennisforbund i Norges Fotballforbund. W latach 1948–1966 był norweskim członkiem MKOl, na którym to stanowisku zastąpił go kuzyn Jan Staubo. Był również przewodniczącym komitetu organizacyjnego Zimowych Igrzysk Olimpijskich 1952.